# Filadelfia Bankeryd
Pingst Bankeryd fd Filadelfiakyrkan är en pingstförsamling i Bankeryd, nordväst om Jönköping.
Församlingen har cirka 350 medlemmar (2020). Kyrkan finns på Bankgatan 4 i Bankeryds centrum. Församlingen driver också Bankeryd Second Hand på Industrigatan 1 i Bankeryd. Samarbete med Missionsförsamlingen i Bankeryd sker i många verksamheter.
Pingst Bankeryd är en kristen församling som vill hjälpa till och vara relevant i sitt närområde men också ut över hela vår jord.

## Historik
Församlingen bildades den 12 september 1931 under Georg Gustafsson, moderförsamlingens föreståndare i Jönköping. Möten hölls först i hemmen, men i december 1932 stod en nybyggd lokal klar på Backen Mellangård.